# Francesco Pescia
Francesco Pescia (Genova, 21 ottobre 1907 – 10 maggio 1986) è stato un calciatore italiano, di ruolo terzino.

## Carriera
Giocò in Serie A con la Triestina ed in Divisione Nazionale con la Dominante.